# 21 & Over
21 & Over é um filme estadunidense do gênero comédia de 2013, escrito e dirigido por Jon Lucas e Scott Moore e estrelado por Miles Teller, Skylar Astin e Justin Chon.  O longa-metragem foi lançado em 1 de março de 2013 nos cinemas norte-americanos e 17 de maio de 2013 nos cinemas brasileiros. No Brasil o filme é conhecido como Finalmente 18, pois a idade legal para consumo de álcool no Brasil é 18 anos.

## Enredo
Jeff Chang (Justin Chon), Casey (Skylar Astin) e Miller (Miles Teller) foram os melhores amigos na época do colegial. Casey e Miller já possui uma idade legal para consumo de álcool nos Estados Unidos, e querem levar Jeff a alguns bares pela cidade para comemorar seu 21° aniversário. Jeff aceita o convite, após Miller ameaçar fazer muito barulho durante a noite, mas se limita a tomar apenas uma bebida.
Na visita ao primeiro bar, Jeff acidentalmente joga um dardo em um rapaz chamado Randy (Jonathan Keltz). Randy fica bravo e eles fogem do bar, e Casey se despede de uma menina brasileira chamada Nicole (Sarah Wright), com quem estava tendo uma boa conversa. Jeff fica animado pois agora, tem permissão de entrar em bares e bebe demais, porém fica sem controle. Seus amigos tentam o levar para casa, mas não sabem onde ele mora. Neste momento eles se lembra que a garota Nicole possivelmente sabe onde ele mora, então tentam encontra-la. Eles entram em uma irmandade estudantil, onde pensam que Nicole mora, mas é a irmandade errada. Eles encontram duas garotas com olhos vendados prontas para receberem palmadas como parte de um ritual da irmandade, mas logo essas e outras mulheres da casa ficam furiosas quando descobrem sobre a intrusão. Eles tem que fugir da irmandade, e Casey e Miller jogam Jeff de uma varada para uma coberta de piscina, ele quica e para em um jardim.
Eles encontram Nicole, mas ela não sabe o endereço de Jeff, e ela encaminha eles para Randy, que passa a ser seu namorado. Depois de Randy se recusar a procurar o endereço no seu telefone, Milles para roubar o telefone, o ameaça com uma arma que encontraram no bolso de Jeff. Ele atira para cima, fazendo com que um búfalo ataque Randy. No endereço que encontram, é verificado que ele não mora mais lá. Há uma festa no local, e eles tem que participar de jogos, a fim de ter acesso ao rapaz que deve saber o endereço. Finalmente, eles tem acesso ao rapaz, mas ele não sabe o novo endereço. Eles tinham deixado Jeff sob cuidado de dois estudantes drogados, que para se divertirem deixa ele despido e coloca um ursinho em seu pênis. Depois de deixa-lo partir, Jeff que está muito bebo, sai correndo pela rua, e acaba sendo preso. Casey e Miller vai a delegacia, onde descobrem que ele foi transferido para um hospital psiquiátrico. Uma mulher finge ser uma acompanhante, mas ela é uma armadilha das mulheres latinas da irmandades que eles tinha invadido. As latinas se vingam, e Casey e Miller tiveram que andar apenas com meias em seus pênis. Na unidade em que Jeff se encontra, Casey e Miller querem tirar-lo, mas o hospital se recusa. Em seguida, eles conseguem entrar no quarto e joga-o do terceiro andar fazendo com que ele caia em um carro. Jeff, agora acordado, rouba o carro em que ele tinha caído, logo descobrem que o carro é de Randy e fogem com Jeff dirigindo de forma imprudente.
Finalmente Jeff chega em casa e é vestido a tempo de seu pai chegar na sua casa. Porém, antes chega Randy que tenta destruir o quarto, mas seu pai chega e bate em Randy. Incetivado por Casey e Miller, Jeff confessa a seu pai, que não quer seguir a carreira no mundo da medicina. O pai não aceita, e Miller bate nele. Randy admira Jeff e todos se reconcilia.

## Elenco
- Justin Chon como Jeff Chang
- Skylar Astin como Casey
- Miles Teller como Miller
- Sarah Wright como Nicole
- Francois Chau como Dr. Chang
- Jonathan Keltz como Randy
- Daniel Booko como Julian
- Samantha Futerman como Sally Huang
- Dustin Ybarra como PJ Bril
- Christiann Castellanos como Pledge Gomez

## Dublagem Brasileira
- Fábio Lucindo como Jeff Chang
- Wendel Bezerra como Casey
- Vagner Fagundes como Miller
- Melissa Garcia como Nicole
- Marcelo Pissardini como Senhor Chang
- Marco Aurélio Campos como Randy
- Alexandre Moreno como Julian
- Kate Kelly como Sally Huang
- Fernanda Crispim como Pledge Gomez

## Recepção
21 & Over recebeu geralmente avaliações negativas dos críticos especializados. Rotten Tomatoes concedeu ao filme uma classificação de 26% baseado em 92 opiniões, com o consenso do site afirmando: "Se esforçando para imitar The Hangover, 21 & Over é muito previsível, muito descaradamente profano e inconsistentemente engraçado". No Metacritic, o filme tem uma classificação de 34%, indicando clientes "geralmente desfavoráveis".
Lucas Salgado concedeu 3 de 5 estrelas ao filme na sua critica intitulada idade insana publicada no AdoroCinema. O crítico disse que "o filme é quase uma versão adolescente de The Hangover. Lembrando um pouco a comédia adolescente Project X, com a diferença do jogo de câmeras. Mas o que importa é que, como os outros dois filmes citados, 21 and Over cumpre bem sua função prévia de divertir".